# Richmond Arquette
Richmond Arquette, född 21 augusti 1963 i New York i New York, är en amerikansk skådespelare som är son till Lewis Arquette och bror till  Rosanna, Patricia, Alexis och David Arquette.

## Filmografi i urval
- 1994 – Girls in Prison (TV-film)
- 1994 – Dödshotet (TV-film)
- 1995 – Seven
- 1997 – Gridlock'd
- 1997 – Dream with the Fishes
- 1998 – Desert Blue
- 1999 – Fight Club
- 2009 – Endless Bummer
- 2000 – Scream 3
- 2006 – The Darwin Awards
- 2006 – The Tripper
- 2007 – Zodiac
- 2007 – Halloween
- 2007–2008 – Dirt (TV-serie) (fem avsnitt)
- 2008 – Benjamin Buttons otroliga liv
- 2008 – Brudens bäste man
- 2009 – Prison Break (TV-serie) (två avsnitt)
- 2012 – Smashed
- 2012 – TalhotBlond (TV-film)